# Santos
Santos er en brasiliansk by og kommune i delstaten São Paulo med et anslået indbyggertal på 418.608 (2022). Byen blev grundlagt i 1543 og ligger dels på øen São Vicente i Atlanterhavet og dels på fastlandet. Byen har et betydeligt antal turister. Byen ligger ca. 80 km fra storbyen São Paulo som med sine ca. 22 mio. indbyggere er et af verdens største byområder.
Santos er den største havneby i Latinamerika, har store industri- og shippingområder, der ekspederer en stor del af verdens kaffe-eksport foruden andre brasilianske eksportvarer som appelsiner, bananer og bomuld. Byen har også et kaffemuseum, i hvis bygning man engang forhandlede kaffepriser, desuden verdens længste strandpark (omkring 7,3 km) og et fodbold-mindesmærke til ære for byens største spillere, deriblandt Pelé.